# Mary Ward
Mary Ward Breheny, znana jako Mary Ward (ur. 6 marca 1915 w Fremantle, zm. 19 lipca 2021 w Melbourne) – australijska aktorka filmowa, teatralna i telewizyjna, stulatka.

## Wybrana Filmografia
- 1962: Marriage Lines
- 1965: The Tower
- 1965: Otherwise Engaged jako Dorothy
- 1979-1981: Więźniarki jako Janette 'Mum' Brooks
- 1986: Jenny Kissed Me jako Grace
- 1988: Backstage jako Geraldine Wollencraft
- 1997: Amy jako Pani Mullins